# لی فریدلندر
لی فریدلندر (انگلیسی: Lee Friedlander؛ زادهٔ ۱۴ ژوئیهٔ ۱۹۳۴) عکاس، و استاد دانشگاه اهل ایالات متحده آمریکا است.
وی همچنین برندهٔ جوایزی همچون جایزه هاسلبلاد و کمک‌هزینه گوگنهایم شده‌است.